# المغاربة (الجيش العباسي)
المغاربة وتعني "الغربيين" كان فصيلاً عسكرياً منظماً في جيش الخلافة العباسية، تم تشكيل الوحدة في أوائل القرن التاسع الميلادي وتألفت من جنود من أصول بربرية، وفي خلال تاريخهم شارك المغاربة في العديد من الحملات العسكرية ولعبوا دوراً مهماً في سياسة الحكومة المركزية.

## الصفات
أصل وتكوين المغرب كانا موضع نقاش، وصف المؤرخون المغرب بأشكال مختلفة بأنهم بربر من شمال إفريقيا، وكذلك عبيداً سود من شرق إفريقيا ورجال قبائل عربية من مصر وكانت آخرهم النظرية الأكثر قبولًا على نطاق واسع. وفقًا للمؤرخ المسعودي تم إنشاء الفوج من قبل الخليفة المعتصم (حكم 833-842)، والذي جند قوات من مناطق حوف في مصر.
من المحتمل أن يكون هذا قد حدث قبل خلافة المعتصم عندما كان هو والأفشين يخدمون في مصر نيابة عن الخليفة المأمون (حكم 813-833).
بعد خلافة المعتصم عام 833، شكل المغاربة فرقة من جيشه الجديد إلى جانب وحدات أخرى مثل الأتراك، والفراغنة، والعشروسانية، والشاكيرية. جنبا إلى جنب مع بقية الجيش ، تم منحهم قسمًا خاصًا بهم في العاصمة الجديدة للمعتصم سامراء حيث كانت مواقعهم على طول شارع الخليج المتاخم لضفة دجلة، وكان حي الأزلاخ يُعرف بحي المغاربي.
وقد خدموا المغاربة كقوات مشاة  وكانوا خليطًا من الرجال الأحرار والعبيد. من المحتمل أنهم كانوا أقل عددًا من الأتراك، وكانوا بالتأكيد في مكانة أدنى. كما يبدو أن رواتبهم كانت أقل وعند تولي المتوكل (حكم من 847 إلى 861)، أمر الخليفة الجديد بمنح المغاربة حصصًا أقل من باقي الجيش،  وفي 870 قرر المهتدي (حكم 869–869) 870) أن يدفع للمغاربة درهمًا واحدًا في اليوم، بينما يتلقى الأتراك والوحدات الأخرى اثنين.

## تاريخ
شارك المغاربة في حملة المعتصم ضد عمورية عام 838، والتي كانوا خلالها تحت القيادة العامة لإيتاخ الخزري.  وفي خلافة الواثق سلفِه (842-847) والمتوكل مِن بعده (847-861) شاركوا في عدد من حملات بغا الكبير حيث وفي 845 خدموا تحت بوغا خلال حملته العقابية ضد تمرد بني سليم في محيط المدينة المنورة.
وفي 848-49 أرسلهم بوغا للمساعدة في قمع تمرد في أدربيجان. وفي 852 قاتلوا في حملته لهزيمة إسحاق بن إسماعيل الحاكم المتمرّد لإمارة تفليسي. وفي 855 - 856 تم اختيار العديد من المغاربة لتوفير الحراسة لتبادل الأسرى مع البيزنطيين.
بعد اغتيال المتوكل في ديسمبر 861، لعب المغاربو دوراً مهماً خلال أحداث الفوضى في سامراء (861-870). ففي اليوم الذي أدى فيه المنتصر قسم البيعة، تم توظيف المغاربة كقوات شغب ضد سكان العاصمة الذين عارضوا الخليفة الجديد. بعد وفاة المنتصر عام 862 اتفقوا مع الأتراك والعشر على الاعتراف بالمستعين كخليفة واستخدموا مرة أخرى لمهاجمة مثيري الشغب الذين فضلوا خصم المستعين المعتز في العام التالي خلال أعمال الشغب الشديدة في سامراء، نهب المغاربة منازل العديد من المدنيين.  بعد بضعة أشهر، بعد أن أصبحوا غير راضين بشكل متزايد عن النظام الحالي، نظموا احتجاجاً في العاصمة للتعبير عن تحريضهم، لكنهم قرروا في النهاية عدم اتخاذ أي إجراء وتفرقوا.
عندما اندلعت الحرب الأهلية بين المستعين والمعتز عام 865 قاتل المغاربة لدعم الأخير. كان حوالي 2,000 مغربيّ بقيادة محمد بن راشد المغربي ضمن القوة الأولية المرسلة من سامراء لمحاصرة المستعين في بغداد، وشاركوا خلال الحرب في عدة معارك. واستمر تورطهم حتى نهاية الحرب التي خرج منها المعتز منتصراً واضطر المستعين للتنازل عن العرش.
بعد الحرب، استمر المغاربة في العودة إلى سامراء التي سرعان ما عانت مرة أخرى من الفوضى. في عام 866 اندلع صراع بين المغاربة والجنود الأتراك، وفي خلال أعمال العنف التي أعقبت ذلك ، حيث قام الأتراك بقتل اثنان من كبار قادة المغرب. وبعد ذلك بعامين قتل المغاربيون الجنرال التركي بغا الشرابي وجلبوا رأسه إلى الخليفة. لكن في عام 869 اتحد المغاربة مع الأتراك والفراغنة في خلع الخليفة المعتز.  وفي عهد سلفِه المهتدي، شاركوا في بعض الحملات الأولية ضد الثوار الزنج في جنوب العراق.  في عام 870، وحينما قام الأتراك بالثورة ضد المهتدي، ظل المغاربة موالين للخليفة وأوفياء له، لقد دافعوا عنه دون جدوى ضد الجنود الأتراك العُصاة، مما أسفر عن خسائر فادحة في الأرواح.
يبدو أن حكم المعتمد (حكم من 870 إلى 892) قد أدى إلى تراجع دور المغاربة حيث كان شقيق المعتمد أبو أحمد الموفق بالله والذي أصبح قائداً عاماً للجيش العباسي يتمتع بعلاقات قوية مع القادة الأتراك، وتحت قيادته سيطر الأتراك على الجيش، باستثناء المغاربة ووحدات أخرى. بعد هذه النقطة، نادراً ما يتم ذكر المغاربة في المصادر.
وقد تم وضع ميزانية حكومية في 892-93 تسرد "المغرب" على أنها تشكل فرقة من الحراس الشخصيين للخليفة المعتضد (حكم 892-902) ولكن لم يتم تحديد ما إذا كان هذا هو نفس وحدة سامراء المغاربية.